# Frank Darabont
Frank Árpád Darabont, ursprungligen Ferenc Árpád Darabont, född 28 januari 1959 i Montbéliard i Doubs, Frankrike, är en ungersk-amerikansk filmregissör, manusförfattare och filmproducent.
Darabont har gjort tre långfilmer baserade på böcker av Stephen King, nämligen Nyckeln till frihet (1994), Den gröna milen (1999) och The Mist (2007). Han slog igenom 1994 med Nyckeln till frihet, som nominerades till sju Oscars, bland annat för bästa film. Fem år senare 1999 gjorde han Den gröna milen som var nominerad till fyra Oscars, även den för bland annat bästa film. 
Darabont utvecklade och producerade den första säsongen och första halvan av den andra säsongen av The Walking Dead (2010–2011).

## Filmografi (urval)
- 1987 – Terror på Elm Street 3 – Freddys återkomst (manus)
- 1988 – Panik (manus)
- 1989 – Flugan II (manus)
- 1990 – Den du tror är död (TV-film, regissör, producent)
- 1990–1992 – Röster från andra sidan graven (TV-serie) (2 avsnitt)
- 1992–1996 – Indiana Jones äventyr (TV-serie) (7 avsnitt)
- 1994 – Nyckeln till frihet (regissör, manus)
- 1994 – Frankenstein (manus)
- 1999 – Den gröna milen (regissör, manus, producent)
- 2001 – The Majestic (regissör, producent)
- 2002 – Salton Sea (producent)
- 2004 – Collateral (exekutiv producent)
- 2007 – The Mist (regissör, manus, producent)
- 2007 – The Shield (TV-serie) (1 avsnitt)
- 2010–2011 – The Walking Dead (TV-serie)
- 2014 – Godzilla (manusdoktor)